# Hexatoma (Eriocera) lygropis
Hexatoma (Eriocera) lygropis is een tweevleugelige uit de familie steltmuggen (Limoniidae). De soort komt voor in het Oriëntaals gebied.